# John Alexander Pope

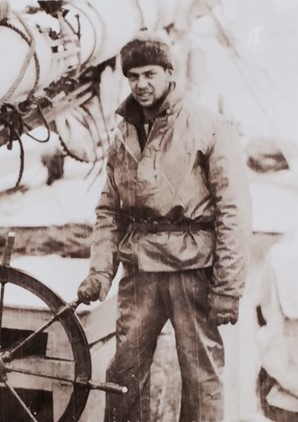
John Alexander Pope (1927)

John Alexander Pope (geboren 4. August 1906 in Detroit; gestorben 18. September 1982 in New York City) war ein US-amerikanischer Kunsthistoriker.

## Leben
John Alexander Pope besuchte die Phillips Exeter Academy und das Yale College und erhielt einen B.A. in Literatur. Während des Studiums war er Rot-Kreuz-Freiwilliger in der China International Famine Relief Commission und wurde in China als Kraftfahrer eines Ambulanzfahrzeugs eingesetzt. Er begann sich dort für das blau-weiße asiatische Porzellan zu interessieren. Pope studierte Chinesische und Japanische Geschichte an der Harvard University und erlernte die sprachlichen Grundlagen. Er erhielt 1940 einen M.A. und wurde 1955 promoviert. Pope war von 1945 bis 1946 Soldat in der Marine Corps Reserve und war im Rang eines Captain auf dem Kriegsschauplatz des Pazifik-Krieges in China als Übersetzer eingesetzt.
Pope heiratete 1948 die deutsche Emigrantin Annemarie Henle, die sich in den USA einen Berufsweg als Kunsthistorikerin und Ausstellungsmacherin erarbeitete. Sie hatten zwei Kinder. Pope arbeitete ab 1943 bei der Freer Gallery of Art in Washington, D.C. als wissenschaftliche Hilfskraft. 1946 wurde er dort zum Assistenten des Direktors und 1962 zum Museumsdirektor ernannt. Er nahm Lehraufträge über chinesische Kunstgeschichte an der Columbia University wahr.
Popes spezielles Interesse galt dem asiatischen Porzellan aus dem 14. und 15. Jahrhundert, für das er Bestimmungskriterien entwickelte. In den 1960er Jahren absolvierte er mehrere Forschungsaufenthalte in Japan. Pope wurde 1971 emeritiert. 1966 erhielt er für seine Verdienste um die Sammlung orientalischer Kunst des schwedischen Königshauses den Nordstern-Orden und 1971 eine Medaille der Oriental Ceramic Society in London.

## Schriften (Auswahl)
- mit Archibald G. Wenley: China. Washington: Smithsonian Inst., 1944
- Fourteenth-century blue-and-white : a group of Chinese porcelains in the Topkapu Sarayi Müzesi, Istanbul. Washington: Smithsonian Inst., 1952
- Chinese Porcelains From the Ardebil Shrine. Washington, DC: Smithsonian Institution, 1956
- mit Bo Gyllensvärd: Chinese art from the collection of H. M. King Gustaf VI Adolf of Sweden. New York : Asia Soc., 1966
- The Freer Gallery of Art. 1972
- mit Fujio Koyama: Oriental Ceramics: The World's Great Collections. 1975